# Mecànica relativista (física)
En física, la mecànica relativista fa referència a la mecànica compatible amb la relativitat especial (SR) i la relativitat general (GR). Proporciona una descripció no mecànica quàntica d'un sistema de partícules, o d'un fluid, en els casos en què les velocitats dels objectes en moviment són comparables a la velocitat de la llum c. Com a resultat, la mecànica clàssica s'estén correctament a les partícules que viatgen a altes velocitats i energies, i proporciona una inclusió consistent de l'electromagnetisme amb la mecànica de les partícules. Això no era possible en la relativitat galileana, on es permetria que les partícules i la llum viatgessin a qualsevol velocitat, fins i tot més ràpid que la llum. Els fonaments de la mecànica relativista són els postulats de la relativitat especial i la relativitat general. La unificació de la SR amb la mecànica quàntica és la mecànica quàntica relativista, mentre que els intents de GR és la gravetat quàntica, un problema no resolt en física.

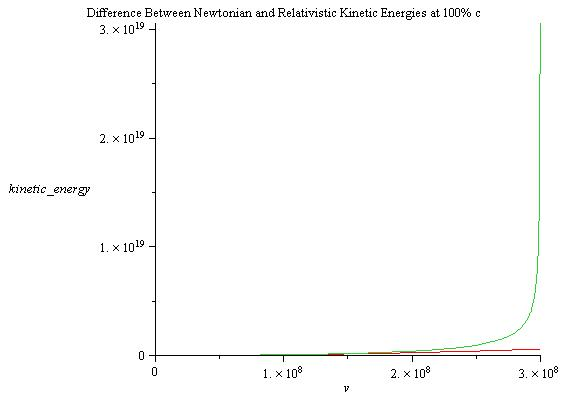
Diferència entre les energies newtonianes i relativistes al 100% c

Com passa amb la mecànica clàssica, l'assignatura es pot dividir en " cinemàtica "; la descripció del moviment mitjançant l'especificació de posicions, velocitats i acceleracions, i " dinàmica "; una descripció completa tenint en compte les energies, moments i moments angulars i les seves lleis de conservació, i forces que actuen sobre les partícules o exercides per partícules. Hi ha, però, una subtilesa; el que sembla estar "en moviment" i el que està "en repòs", que s'anomena " estàtica " en la mecànica clàssica, depèn del moviment relatiu dels observadors que mesuren en marcs de referència.
Algunes definicions i conceptes de la mecànica clàssica es traslladen a SR, com ara la força com a derivada temporal de la quantitat de moviment (segona llei de Newton), el treball realitzat per una partícula com a integral de línia de força exercida sobre la partícula al llarg d'un camí i la potència. com la derivada temporal del treball realitzat. Tanmateix, hi ha una sèrie de modificacions significatives a la resta de definicions i fórmules. SR afirma que el moviment és relatiu i que les lleis de la física són les mateixes per a tots els experimentadors independentment dels seus marcs de referència inercials. A més de modificar les nocions d'espai i temps, SR obliga a reconsiderar els conceptes de massa, moment i energia, tots els quals són constructes importants en la mecànica newtoniana. SR mostra que tots aquests conceptes són aspectes diferents de la mateixa magnitud física de la mateixa manera que mostra que l'espai i el temps estan interrelacionats. En conseqüència, una altra modificació és el concepte de centre de massa d'un sistema, que és senzill de definir en mecànica clàssica però molt menys obvi en relativitat; vegeu centre de masses relativista per a més detalls.
Les equacions es tornen més complicades en el formalisme de càlcul vectorial tridimensional més familiar, a causa de la no linealitat en el factor de Lorentz, que explica amb precisió la dependència relativista de la velocitat i el límit de velocitat de totes les partícules i camps. Tanmateix, tenen una forma més senzilla i elegant en l'espai-temps de quatre dimensions, que inclou l'espai pla de Minkowski (SR) i l'espai-temps corbat (GR), perquè els vectors tridimensionals derivats de l'espai i els escalars derivats del temps es poden recollir en quatre vectors, o tensors de quatre dimensions. El tensor de moment angular de sis components de vegades s'anomena bivector perquè en el punt de vista 3D es tracta de dos vectors (un d'aquests, el moment angular convencional, sent un vector axial).

## Cinemàtica relativista
La velocitat relativista de quatre, és a dir, el quatre vector que representa la velocitat en relativitat, es defineix de la següent manera:
{\displaystyle {\boldsymbol {\mathbf {U} }}={\frac {d{\boldsymbol {\mathbf {X} }}}{d\tau }}=\left({\frac {cdt}{d\tau }},{\frac {d\mathbf {x} }{d\tau }}\right)}
En l'anterior, {\displaystyle {\tau }} és el temps propi del camí a través de l'espai-temps, anomenat línia del món, seguit de la velocitat de l'objecte que representa l'anterior, i
{\displaystyle {\boldsymbol {\mathbf {X} }}=(ct,\mathbf {x} )}
és la posició de quatre ; les coordenades d'un esdeveniment. A causa de la dilatació del temps, el temps adequat és el temps entre dos esdeveniments en un marc de referència on tenen lloc al mateix lloc. El temps propi està relacionat amb el temps de coordenades t per:
{\displaystyle {\frac {d\tau }{dt}}={\frac {1}{\gamma (\mathbf {v} )}}}
on {\displaystyle {\gamma }(\mathbf {v} )} és el factor de Lorentz :
{\displaystyle \gamma (\mathbf {v} )={\frac {1}{\sqrt {1-\mathbf {v} \cdot \mathbf {v} /c^{2}}}}\,\rightleftharpoons \,\gamma (v)={\frac {1}{\sqrt {1-(v/c)^{2}}}}.}
(es pot citar qualsevol versió) així que segueix:
{\displaystyle {\boldsymbol {\mathbf {U} }}=\gamma (\mathbf {v} )(c,\mathbf {v} )}
Els tres primers termes, excepte el factor de {\displaystyle {\gamma (\mathbf {v} )}}, és la velocitat tal com la veu l'observador en el seu propi marc de referència. El {\displaystyle {\gamma (\mathbf {v} )}} està determinada per la velocitat {\displaystyle \mathbf {v} } entre el marc de referència de l'observador i el marc de l'objecte, que és el marc en el qual es mesura el seu temps propi. Aquesta quantitat és invariant sota la transformació de Lorentz, de manera que per comprovar el que veu un observador en un marc de referència diferent, simplement multiplica el quatre vector de velocitat per la matriu de transformació de Lorentz entre els dos marcs de referència.